# (12241) Lefort
(12241) Lefort est un astéroïde de la ceinture principale.

## Description
(12241) Lefort est un astéroïde de la ceinture principale. Il fut découvert le 13 août 1988 à Tautenburg par Freimut Börngen. Il présente une orbite caractérisée par un demi-grand axe de 2,33 UA, une excentricité de 0,23 et une inclinaison de 1,7° par rapport à l'écliptique.

## Compléments